# Stenalcidia nitidaria
Stenalcidia nitidaria är en fjärilsart som beskrevs av D. Jones. Stenalcidia nitidaria ingår i släktet Stenalcidia och familjen mätare. Inga underarter finns listade i Catalogue of Life.